# Luca Ariatti
Luca Ariatti (* 27. Dezember 1978 in Reggio nell’Emilia) ist ein italienischer ehemaliger Fußballspieler auf der Position eines Mittelfeldspielers.
Luca Ariatti startete seine Karriere bei der AC Reggiana in seiner Heimatstadt Reggio nell’Emilia. Zur Saison 1998/99 wechselte Ariatti zu Ascoli Calcio, nach einer Spielzeit in Ascoli Piceno kehrte er zur Saison 1999/00 zu seinem Stammverein AC Reggiana zurück. Zur Saison 2002/03 wechselte er zum Zwangsrelegierten AC Florenz, hier gelang bereits in der ersten Saison der Aufstieg in die Serie B. Auch in der Serie B gingen die Erfolge weiter und man stieg in die Serie A auf. In der Saison 2004/05 konnte der Klassenerhalt erst am letzten Spieltag gesichert werden. Zur Saison 2005/06 wechselte Ariatti zu Atalanta Bergamo in die Serie B, hier gelang ihm auf Anhieb der Aufstieg in die Serie A. Nach erreichtem Klassenerhalt mit Atalanta wechselte er vor der Saison 2007/08 zu US Lecce. In der Saison 2009/10 spielte er für Chievo Verona, im August 2010 unterzeichnete Ariatti bei Pescara Calcio.

## Erfolge
- Aufstieg in die Serie A: 2003/04, 2005/06, 2007/08